# Opus vittatum

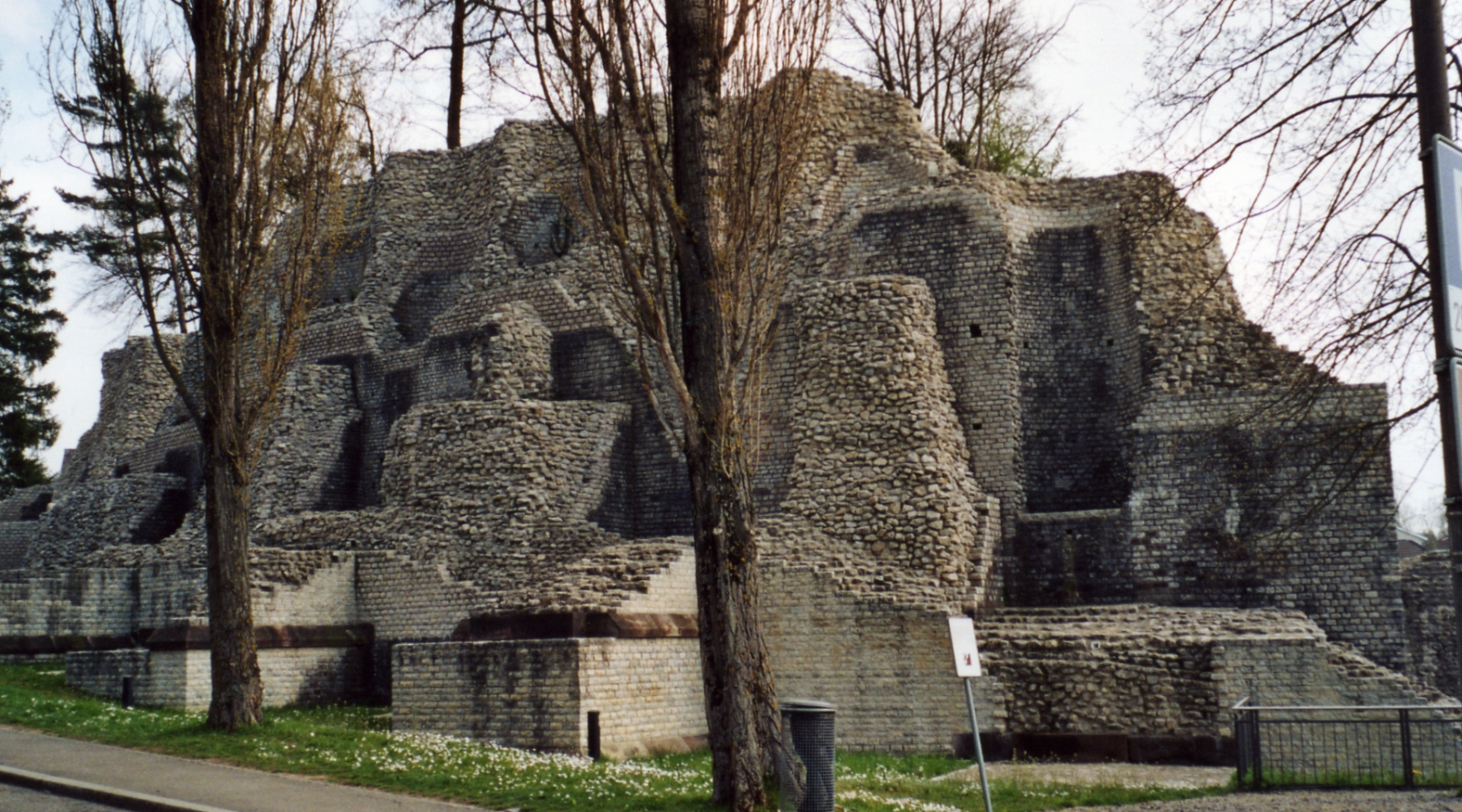
Teatro de Augusto en Augusta Raurica.

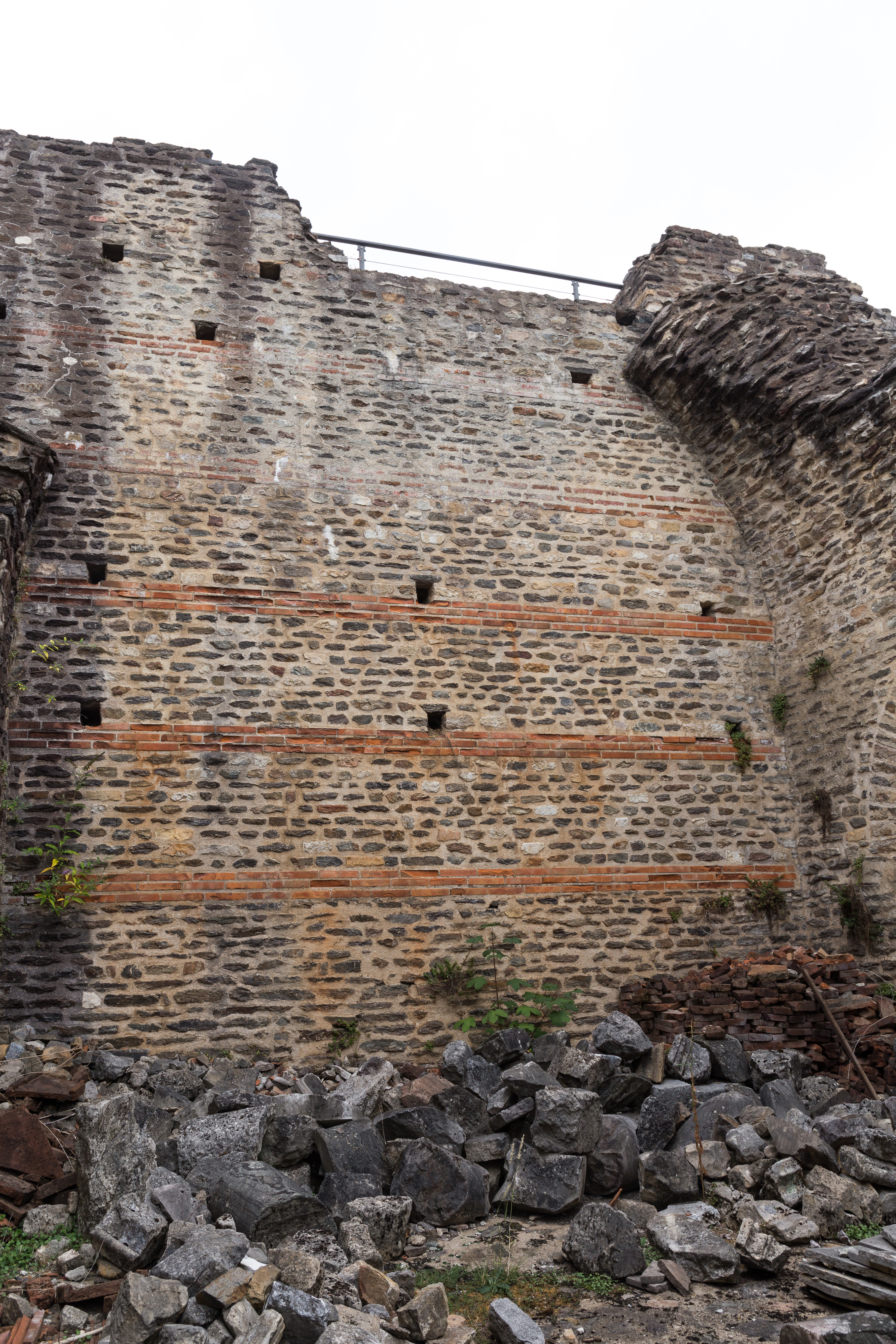
Odeón de Lugdunum (Lyon).

El  opus vittatum  (en latín, literalmente, 'obra con vetas') también llamado opus listatum es una técnica de construcción romana, que hacía cuadrar bloques de toba volcánica atravesados por una o más hiladas de ladrillos a distancias regulares o irregulares, todo cimentado con opus caementicium.
Es el aparejo formado por pequeños sillares o mampuesto encuadrado más o menos regularmente (utilizando materiales disponibles en el lugar), que se dispone en hiladas horizontales y que, con cierta frecuencia, se alterna con hiladas de ladrillos. A pesar de su efecto decorativo, la mayor parte de los muros estaba cubierta con estuco de yeso blanco para protegerlos del calor y la lluvia por el exterior y proporcionar una superficie lisa, en su caso, para la pintura decorativa de los muros interiores.
Esta técnica fue utilizada frecuentemente en el Bajo Imperio, y fue especialmente popular a partir del siglo IV y posteriormente, en la Edad Media. Se usaba sobre todo para levantar altos muros estructurales, como las Termas de Caracalla y las Muralla de Aureliano (271-274) en Roma.